# Eupsenella
Eupsenella (лат. ) — род ос-бетилид из надсемейства Chrysidoidea (Bethylidae, Hymenoptera). 

## Распространение
Австралия.

## Описание
Мелкие и среднего размера осы-бетилиды. Максиллярные щупики 6-члениковые, лабиальные щупики состоят из 3 сегментов (фомула щупиков 6,3). Ячейка 1M развита в переднем крыле. Нотаули развиты. В переднем крыле две замкнутые ячейки: медиальная и субмедиальная. Паразитоиды гусениц бабочек. Род был впервые выделен в 1874 году, а его валидный статус подтверждён в ходе ревизии, проведённой в 2018 году бразильскими энтомологами Magno S. Ramos и Celso O. Azevedo.

## Классификация
Около 50 видов, включая 5 ископаемых видов (Балтийский и Ровенский янтарь)
- Eupsenella agilis Westwood, 1874
- Eupsenella agilis Westwood, 1874
- Eupsenella ajabatha Ramos & Azevedo, 2012
- Eupsenella alawa  Ramos & Azevedo, 2012
- Eupsenella alura  Ramos & Azevedo, 2012
- Eupsenella antakirinja  Ramos & Azevedo, 2012
- Eupsenella araba  Ramos & Azevedo, 2012
- Eupsenella arabana  Ramos & Azevedo, 2012
- †Eupsenella aulax  Ramos & Azevedo, 2014
- Eupsenella baada  Ramos & Azevedo, 2012
- Eupsenella barada  Ramos & Azevedo, 2012
- Eupsenella barna  Ramos & Azevedo, 2012
- Eupsenella batjala  Ramos & Azevedo, 2012
- Eupsenella bilingara  Ramos & Azevedo, 2012
- Eupsenella bubumara  Ramos & Azevedo, 2012
- Eupsenella ceciliae  Terayama, 2004
- Eupsenella dalla  Ramos & Azevedo, 2012
- Eupsenella diemenensis  Dodd, 1916
- Eupsenella djagaraga  Ramos & Azevedo, 2012
- †Eupsenella eocenica  (De Ploëg & Nel, 2004)
- Eupsenella eora  Ramos & Azevedo, 2012
- Eupsenella flavifemorata  Terayama, 2004
- Eupsenella fuscipennis  Cameron, 1888
- Eupsenella reticulata  Terayama, 2004
- †Eupsenella rossica  Ramos & Azevedo, 2014
- Eupsenella wanamara  Ramos & Azevedo, 2012
- †Eupsenella yantarnica  Ramos & Azevedo, 2014
- Другие виды